# Besleria
Besleria es un género de unas 150 especies de grandes hierbas y semiarbustos o arbustos en la familia de fanerógamas Gesneriaceae. Estas especies se encuentran en Centroamérica, Suramérica, y en las Indias Occidentales.
El género Gasteranthus estuvo anteriormente incluido en Besleria. Los dos géneros se separaron en función de las características de los estomas (agregados en Gasteranthus, dispersos en Besleria) y del fruto ( cápsula carnosa en Gasteranthus, bayas en Besleria).

## Descripción
Son hierbas perennes, arbustos o árboles pequeños (hasta 5 m), con raíces fibrosas. Tallo cilíndricos o cuadrangulares. Hojas opuestas, membranosas a coriáceas. Las inflorescencias son axilares, ebracteadas, cimas fasciculadas o subumbeladas, raramente flores solitarias. Sépalos connados al menos en la base, por lo tanto cáliz acampanado, urceolado o ciclíndrico, lóbulos imbricados, redondeados o acuminados, todo a serrulados. Corola de color amarillo, naranja, rojo o blanco; tubo generalmente cilíndrico, a veces estimulado o menguante en la base, o ventricoso en la garganta; extremidad (sub) regular o bilabiado. El fruto es una baya carnosa,  globosa; de color blanco, rojo o naranja.

## Taxonomía
El género fue descrito por Carlos Linneo  y publicado en Species Plantarum 2: 619. 1753.
Etimología
Besleria: nombre genérico que fue otorgado en honor de Basilius Besler (1561-1629), botánico alemán, farmacéutico, horticultor y publicista, bien conocido por su libro "Hortus Eystettensis“, el cual, es una de las más grandes joyas de la literatura botánica.

### Especies seleccionadas
- Besleria aggregata
- Besleria comosa
- Besleria fasciculata
- Besleria formosa
- Besleria leucostoma
- Besleria lutea L.
- Besleria macahensis
- Besleria melancholica
- Besleria miniata
- Besleria modica
- Besleria notabilis
- Besleria princeps
- Besleria quadrangulata
- Besleria triflora